# 内罗波利斯
内罗波利斯是巴西戈亚斯州的一个市镇。总面积204.216平方公里，总人口22710人，人口密度111.2人/平方公里。